# Özhan Öztürk
Özhan Öztürk (ur. 1968) – turecki pisarz i folklorysta.

## Publikacje
- Karadeniz: Ansiklopedik Sözlük (Morze Czarne: Słownik encyklopedyczny). 2 Cilt (2 Tomy), Heyamola Publishing, Stambuł (2005). ISBN 975-6121-00-9
- Bizim Temel (about national personification of the Pontic people, Temel) in Temel Kimdir, Heyamola Yayınları. Istanbul, 2006. ISBN 975-6121-15-7
- Folklor ve Mitoloji Sözlüğü, Ankara, 2009. Phoenix Yayınları. 1054 pages ISBN 978-605-5738-26-6
- Pontus: Antik Çağ’dan Günümüze Karadeniz Bölgesi’nin Etnik ve Siyasi Tarihi
- Dünya Mitolojisi (World Mythology). Nika Yayınları. Ankara, 2016 1264 pages ISBN 978-605-8389199